# Damir Martin
Damir Martin (Vukovar, Yugoslavia, 14 de julio de 1988) es un deportista croata que compite en remo.
Participó en tres Juegos Olímpicos de Verano, obteniendo tres medallas, plata en Londres 2012 (cuatro scull), plata en Río de Janeiro 2016 (scull individual) y bronce en Tokio 2020 (scull individual).
Ganó tres medallas en el Campeonato Mundial de Remo entre los años 2010 y 2013, y cinco medallas en el Campeonato Europeo de Remo entre los años 2010 y 2017.

## Palmarés internacional
| Juegos Olímpicos   | Juegos Olímpicos            | Juegos Olímpicos  | Juegos Olímpicos |
| Año                | Lugar                       | Medalla           | Prueba           |
| ------------------ | --------------------------- | ----------------- | ---------------- |
| 2012               | Londres (Reino Unido)       | Medalla de plata  | Cuatro scull     |
| 2016               | Río de Janeiro (Brasil)     | Medalla de plata  | Scull individual |
| 2020               | Tokio (Japón)               | Medalla de bronce | Scull individual |
| Campeonato Mundial |                             |                   |                  |
| Año                | Lugar                       | Medalla           | Prueba           |
| 2010               | Cambridge (Nueva Zelanda)   | Medalla de oro    | Cuatro scull     |
| 2011               | Bled (Eslovenia)            | Medalla de bronce | Cuatro scull     |
| 2013               | Chungju (Corea del Sur)     | Medalla de oro    | Cuatro scull     |
| Campeonato Europeo |                             |                   |                  |
| Año                | Lugar                       | Medalla           | Prueba           |
| 2010               | Montemor-o-Velho (Portugal) | Medalla de plata  | Cuatro scull     |
| 2012               | Varese (Italia)             | Medalla de plata  | Scull individual |
| 2015               | Poznań (Polonia)            | Medalla de oro    | Scull individual |
| 2016               | Brandeburgo (Alemania)      | Medalla de oro    | Scull individual |
| 2017               | Račice (República Checa)    | Medalla de plata  | Scull individual |